# Stylaster nobilis
Stylaster nobilis is een hydroïdpoliep uit de familie Stylasteridae. De poliep komt uit het geslacht Stylaster. Stylaster nobilis werd in 1871 voor het eerst wetenschappelijk beschreven door Saville Kent. 